# سرگئی دانیلیان (خواننده)
سرگئی پطروسی دانیلیان (ارمنی: Սերգեյ Պետրոսի Դանիելյան؛  زادهٔ ۳۱ ژوئیهٔ ۱۹۲۹ - درگذشته ۴ دسامبر ۲۰۰۹) خواننده تنور اهل ارمنستان بود.

## زندگی
وی در ۳۱ ژوئیهٔ ۱۹۲۹ در باکو به دنیا آمد و از انستیتو دولتی هنر نمایشی ایروان و کنسرواتوار دولتی کومیتاس ایروان فارغ‌التحصیل گشت. وی همچنین برنده جوایزی همچون هنرمند مردمی ارمنستان شوروی (۱۹۶۷) شد. وی در ۴ دسامبر ۲۰۰۹ در سن ۸۰ سالگی در ایروان درگذشت.

## بازیگری اپرا
- در سپیده‌دم هارو استپانیان - Արամ
- غرق‌شدن گئورگ آرمنیان - Աբովյան
- غرق‌شدن  گئورگ آرمنیان - Մանվել
- کارمن ژرژ بیزه - Խոզե
- آیدا جوزپه وردی - Ռադամես
- اتلو جوزپه وردی - Օթելլո
- پایانه‌ها روجرو لئونکاوالو - Կանիո
- تنهوزر ریشارد واگنر - Տանհոյզեր